# 이집트몽구스
이집트몽구스(Herpestes ichneumon)는 몽구스과에 속하는 몽구스의 일종이다. 수단에서 내장레슈마니아증의 보유 숙주의 하나로 추정하고 있다.

## 분포 및 서식지
이집트와 스페인, 포르투갈, 이스라엘 그리고 콩고민주공화국 중부와 남아프리카 서부, 나미비아를 제외한 사하라 이남 아프리카의 대부분에서 발견된다. 마다가스카르와 포르투갈, 스페인 그리고 이탈리아는 도입종이다.
유럽에서는 대부분 이베리아반도에서 발견되며, 아랍 통치 기간에 도입되었다.(711년부터 1492년 기간 전체에 걸쳐 지속적으로 도입했고, 특정 남부 지역에 현저히 더 많다.) 무어인들이 들쥐를 퇴치하기 위해 이집트몽구스를 도입한 것으로 추정되며, 유럽제넷고양이(Genetta genetta) 또한 이 시기에 도입된 것으로 보인다.
일부는 사육 상태에서 탈출하여 야생 동물이 되었다. 물에서 멀리 떨어지지 않은 숲과 사바나 또는 관목 지대를 좋아한다.

## 특징

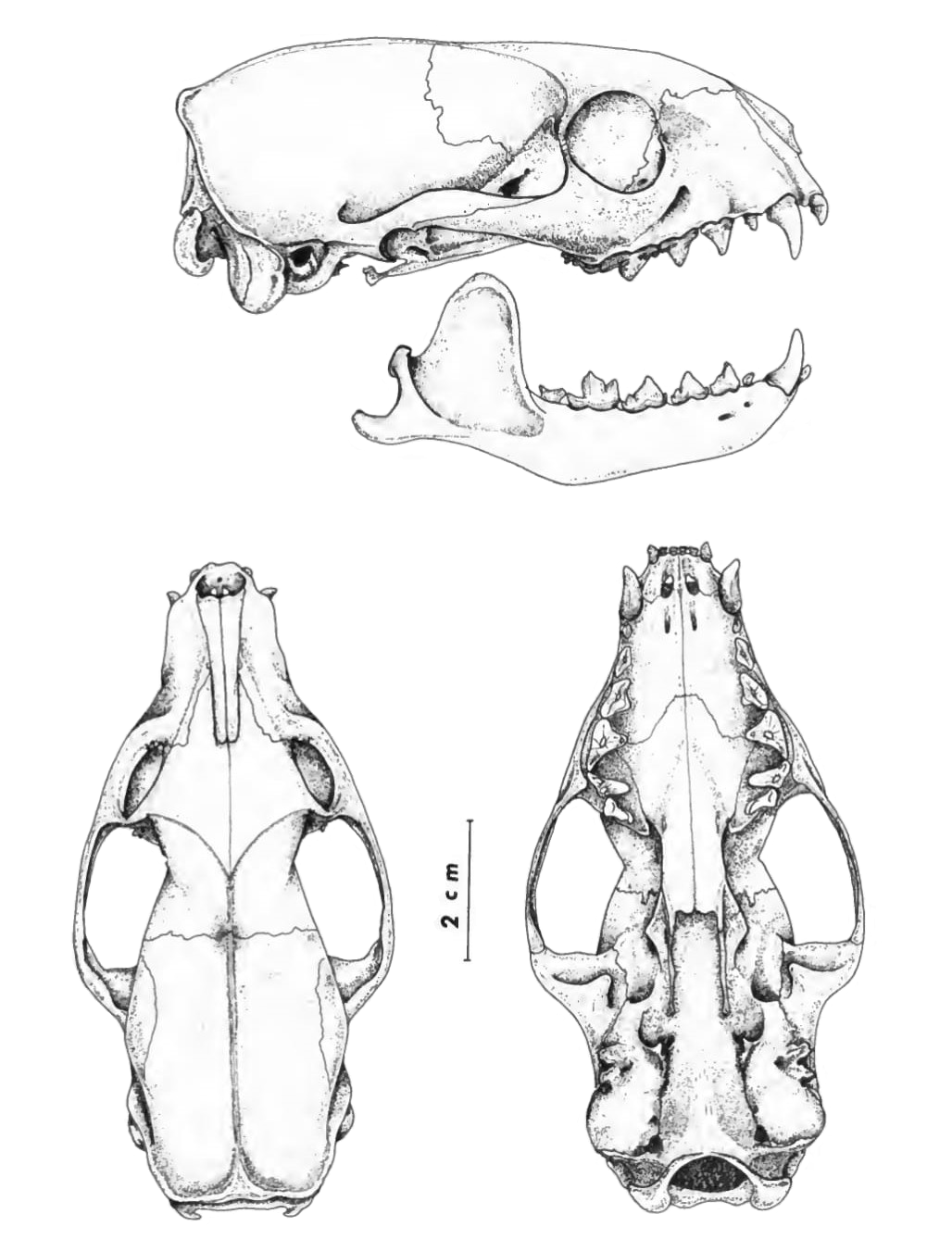
이집트몽구스 두개골

이집트몽구스는 몸길이 48~60cm에 꼬리 길이는 33~54cm이고 몸무게는 1.7~4kg 정도이다. 이집트몽구스는 가늘고 긴 몸을 갖고 있으며, 주둥이 뾰족하고 귀는 작다. 35~40개의 이빨을 갖고 있으며, 크게 발달한 열육치로 고기를 자르는 데 사용한다. 길고 거친 털을 갖고 있고, 회색부터 붉은 갈색까지 다양한 색을 띠며, 갈색 또는 노란 반점이 나타난다. 꼬리 끝은 검다. 뒷다리와 눈 주위 일부는 털이 없다.

## 습성
수컷과 암컷은 생후 2년이면 성적으로 성숙해진다. 7월 또는 8월에 짝짓기를 하며, 이후 임신 기간은 11주이고 2~4마리의 새끼를 낳는다. 이집트몽구스는 태어날 때는 털이 없고 눈도 뜨지 못하지만, 생후 1주일 후에 눈을 뜬다. 주행성 동물이며, 수컷 한 마리와 여러 마리의 암컷 그리고 그들의 새끼들로 이루어진 1~7마리의 작은 무리를 지어 생활한다. 새끼들 중 수컷은 주로 생후 1년 후에 무리를 떠나지만 암컷은 더 오래 머물고, 전혀 떠나지 않을 수도 있다.
야생에서는 대개 12년을 살며, 사육 상태에서 최장 20년까지 살았다. 먹이는 주로 설치류와 물고기, 새, 파충류, 양서류를 포함한 고기와 곤충이다. 나무 열매와 새알도 자주 먹는 먹이이다. 새알을 까기 위해 이집트몽구스는 다리 사이로 새알을 벽이나 바위에 던진다. 다른 몽구스처럼, 이집트몽구스는 독을 가진 뱀들을 공격하여 먹을 수 있다. 이집트몽구스는 팔레스타인살모사(Vipera palaestinae), 사막코브라(팔레스타인살모사 Vipera palaestinae), 검은목침코브라(Naja nigricollis)의 3종의 독사에 아주 높은 수준의 내성을 보여준다. 상이집트와 같은 이집크 일부 시골 지역에서는 집을 지키는 애완동물을 기르기도 한다.

## 보전 상태
이집트몽구스의 개체수는 아주 많다. 너무 많아서 다른 종을 위협하며, 멸종 위협은 없다.

## 고대 이집트 문화와 예술 속의 이집트몽구스
이집트 신화에서, 라(아툰)은 뱀의 모습을 한 악의 신 아펩과 싸우기 위해 아주 큰 몽구스(24미터 이상)로 변신하기도 한다. 이집트몽구스 숭배는 헬리오폴리스, 부토, 사이스, 아트리비스, 부바스티스, 헤라클레오폴리스 마그나 등과 같은 여러 도시에서 찾아 볼 수 있다.
다수의 이집트몽구스 미라가 발견되었다.
고대 이집트의 여러 조상들의 일부
- 우라에우스 복식과 태양 원반 모습이 들어 있는 이집트몽구스 입상, 청동기시대 프톨레마이오스기.
- 이집트몽구스 입상, 청동기시대 프톨레마이오스기.
- A 이집트 말기왕조 우제트 여신에게 봉헌된 이집트몽구스. 볼티모어 월터스 미술관.

## 아종
11종의 아종이 알려져 있다.
- Herpestes ichneumon ichneumon
- Herpestes ichneumon angolensis
- Herpestes ichneumon cafra
- Herpestes ichneumon centralis
- Herpestes ichneumon funestus
- Herpestes ichneumon mababiensis
- Herpestes ichneumon numidicus
- Herpestes ichneumon parvidens
- Herpestes ichneumon sabiensis
- Herpestes ichneumon sangronizi
- Herpestes ichneumon widdringtonii